# Alloiopus solitarius
Alloiopus solitarius är en mångfotingart som beskrevs av Carl Graf Attems 1951. Alloiopus solitarius ingår i släktet Alloiopus och familjen Entomobielziidae. Inga underarter finns listade i Catalogue of Life.